# Kids Superhits
Kids Superhits är ett studioalbum från år 2000 av den svenska hårdrocksgruppen Black Ingvars. Sångerna är på engelska.

## Låtlista
1. I Want It That Way
2. Livin' la Vida Loca
3. Baby One More Time
4. Genie in a Bottle
5. Boom Boom Boom Boom
6. Funny Funny
7. Beautiful Stranger
8. Pop Star (Originallåt)
9. Larger Than Life
10. The Bad Touch
11. Blue (Da Ba Dee)
12. Mambo No. 5
13. Sexbomb
14. Gimme Gimme Gimme (A Man After Midnight)

## Listplaceringar
| Lista (2000) | Topplacering |
| ------------ | ------------ |
| Sverige      | 3            |